# Le football est notre vie
Pour plus de détails, voir Fiche technique et Distribution.
Le football est notre vie ou Le foot, c'est la vie (Fußball ist unser Lebenest ou Soccer Rules!) est un film allemand de Tomy Wigand sorti en 2000.

## Synopsis
Hans Pollak et ses amis sont des fanatiques de football et du FC Schalke 04 en particulier.

## Fiche technique
- Titre : Le football est notre vie ou Le Foot, c'est la vie
- Titre original : Fußball ist unser Leben
- Réalisation : Tomy Wigand
- Scénario : Matthias Dinter et Martin Ritzenhoff
- Musique : Tobias Neumann et Martin Probst
- Photographie : Diethard Prengel
- Montage : Christian Nauheimer
- Production : Benjamin Herrmann, Mischa Hofmann et Philip Voges
- Société de production : Novamedia, Odeon Fiction et SevenPictures Film
- Pays :  Allemagne
- Genre : Comédie dramatique
- Durée : 92 minutes
- Dates de sortie : 
  -  Allemagne : 10 février 2000

## Distribution
- Uwe Ochsenknecht : Hans Pollak
- Ralf Richter : Mike
- Oscar Ortega Sánchez : Pablo Antonio Di Ospeo
- Walter Gontermann : Theo
- Michael Sideris : Bernie
- Tana Schanzara : mamy Käthe Pollak
- Tobias Schenke : Ernst Pollak
- Marita Marschall : Hilde Pollak
- Jochen Kolenda : Rudi
- Thomas Balou Martin : Rüdiger Hillbrecht
- Horst D. Scheel : Jürgen
- Ludger Burmann : Ulf
- Birgit Stein : Dörte
- Jessica Franz : Claudia
- Ania Rudy : Ariane